# Režisér

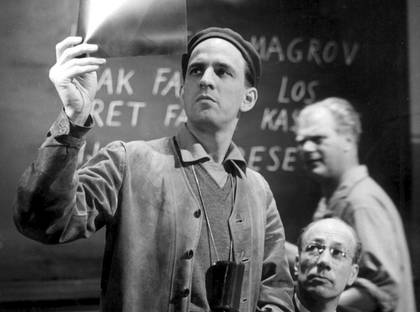
Ingmar Bergman zkoumá část filmu při práci na snímku Lesní jahody

Režisér je tvořivý umělec syntetizující jednotlivé složky a prvky dramatické struktury do ideově a stylově jednotného, celistvého díla (divadelního, filmového, televizního, rozhlasového). Jde o vedoucí osobnost týmu uměleckých pracovníků ve všech dramatických uměních. Osoba režiséra se může překrývat s osobou autora námětu díla, na kterém pracuje. Funkce i práce režiséra se označuje jako režie.

## Odvětví režisérů
- Filmový režisér
- Divadelní režisér
- Televizní režisér
- Hudební režisér
- Dabingový režisér
- Rozhlasový režisér